# Formieren
Formieren bezeichnet eine Methode beim Elektroschweißen, um den der Schweißelektrode abgewandten Teil der Schweißnaht vor Oxidation und Verzundern zu schützen.
Beim Elektroschweißen von nichtrostenden Metallen wird im Rohrleitungs- und Behälterbau dieses Verfahren häufig eingesetzt. Der Formiervorgang besteht darin, dass im Schweißbereich der Wurzel Sauerstoff durch Formiergas verdrängt wird, um die Schweißnahtwurzel vor Oxidation zu bewahren. Das Ziel des Formierens ist der Schutz der Schweißnaht vor Korrosion und damit eine höhere Lebensdauer der Rohrleitung oder des Behälters. Das Verfahren ist besonders wichtig bei der Herstellung von Bauteilen, die in aggressiven Umgebungen eingesetzt werden. Der Wurzelschutz kommt hauptsächlich bei hochlegierten Werkstoffen wie CrNi-Stählen oder Ni-Legierungen und an Bauteilen aus nichtrostenden Edelstählen sowie Titan und Titanlegierungen zum Einsatz.
Typische Werkstoffe, die formiert werden müssen, sind unter anderem:
- X10CrMoVNb9-1 (1.4903)
- X10CrWMoVNb9-2 (1.4901)
- X20CrMoV11-1 (1.4922)
- X12CrCoWMoVNb12-2-2 (1.4915)
- NiCr23Co12Mo (2.4663)[2]

Bei diesen Werkstoffen wird die Korrosionsbeständigkeit bereits durch mäßige Oxidation, die als Anlauffarbe oder Anlassfarbe sichtbar ist, deutlich reduziert.
Wird bei titanstabilisierten Stählen ein stickstoffhaltiges Wurzelschutzgas verwendet, kommt es zu einer Gelbfärbung der
Wurzel durch Titannitridbildung. Dies sind keine Anlauffarben im oben genanntem Sinne.
Während des Formierens umspülen Schutzgase die hoch erhitzten Nahtwurzel- und Nahtrandbereiche und verdrängen so die Luftatmosphäre. 
Beim Wurzelschutz werden inerte oder wasserstoffhaltige Gase eingesetzt. Die Zugabe von Wasserstoff zum Wurzelschutzgas (Formiergas) bindet den Restsauerstoff und verbessert die Wurzelausbildung.
Die Formiergase sind in der EN ISO 14175 klassifiziert.
(Beispielbezeichnungen)
- I1, Argon, geeignet für alle Materialien
- N1, Stickstoff, Austenitische CrNi-Stähle, Duplexstähle
- N5, Stickstoff / Wasserstoff, Austenitische CrNi-Stähl
- R2, Argon / wasserstoff, Austenitische CrNi-Stähle, Nickel und Nickel-Basis-Werkstoff
- N2, Argon / Stickstoff, Austenitische CrNi-Stähle, Duplex- und Superduplexstähle

Die Wahl des Schutzgases hängt unter anderem von folgenden Faktoren ab:
- Art des zu verarbeitenden Werkstoffes
- Schweißverfahren
- ggf. Werkstoffübergang bei Schweißen
- Werkstoffdicke

Das Formieren wird vorwiegend bei Hohlkörpern (Rohren und Behältern) angewandt, weil hier die Nahtrückseite nicht zugänglich ist und daher eine nachträgliche Entfernung der Oxidschichten nicht praktikabel ist. Vor dem Schweißvorgang wird der Behälter bzw. das Rohr abgedichtet und mit Formiergas gefüllt. Während des Schweißens wird weiter mit Formiergas gespült. Dadurch wird der Zutritt von Luftsauerstoff an die Nahtrückseite verhindert. Der Wasserstoffanteil wirkt zusätzlich reduzierend und lässt daher die Bildung von Oxiden nicht zu.
Um die Rohre oder andere Hohlkörper abzudichten, werden sogenannte Formierkammern gebaut. Diese können beispielsweise aus
- wasserlöslichem Formierpapier
- Kunststoff-Formierkammern
- Schaum
- wasserlöslichen Formierbällchen

bestehen.